# Третий чрезвычайный большой съезд ОУН(б)
Третий чрезвычайный большой съезд ОУН(б) прошёл с 21 по 25 августа 1943 года на хуторах около села Золотая Слобода Козовского района Тернопольской области и стал одним из поворотных моментов в истории ОУН(б). В его ходе был оформлен отказ от идеологии интегрального национализма[нужна цитата], были изменены программа и устав ОУН(б), провозглашена борьба и против большевизма и против немецкого нацизма; в качестве цели борьбы было выбрано строительство демократического и социально ориентированного украинского государства.

## Организация съезда
Неминуемость изменения военной и политической обстановки на Украине и необходимость учитывать интересы восточных украинцев требовали принятия ОУН неотложных мер, актуализации своих целей и задач. В связи с этим идеологи политической платформы УПА в августе 1943 года организовали конспиративное проведение 3-го чрезвычайного съезда ОУН(б), в котором участвовали 27 человек, в том числе Р. Шухевич, М. Степаняк, И. Позычанюк, Н. Арсенич, Я. Бусел, Р. Волошин, Р. Кравчук (укр. Роман Миколайович Кравчук), В. Кук, Н. Лебедь, Е. Логуш, Д. Майивский, З. Марцюк (укр. Зиновій Марцюк), В. Охримович, М. Палидович (укр. Михайло Михайлович Палідович-Карпатський), В. Турковский, М. Прокоп, В. Сидор, Д. Ребет (укр. Дарія Омелянівна Ребет), отец И. Гринёх (последний не был членом ОУН).
Перед проведением съезда руководство ОУН(б) направило Дмитрию Донцову (основоположнику украинской версии идеологии интегрального национализма, на которую первоначально ориентировалась ОУН) проект предполагаемых изменений в программе и идеологии партии, однако все его критические замечания были проигнорированы.

## Стратегические и военные вопросы
На совещаниях рассматривалось три варианта развития событий:
- большевики возьмут под контроль всю Украину, но будут ослаблены; в этом случае мощная УПА сможет поднять восстание на всей территории Украины;
- западные союзники высадятся на Балканах и остановят продвижение Красной Армии; при таком варианте развития событий необходимо иметь как можно более мощную украинскую армию, которая сможет стать важным фактором в решении украинского вопроса;
- на момент победы над фашистской Германией СССР будет настолько сильным, что союзники будут вынуждены считаться с его требованиями; в этом случае любое повстанческое движение неминуемо будет подавлено и украинским силам следует думать об эмиграции.

В ходе дискуссий победили сторонники первой точки зрения. Аргументы Лебедя и Степаняка о том, что борьба слабо вооружённой УПА против сильной Красной Армии приведёт к массовой гибели украинцев, были отвергнуты. В результате было принято решение (в частности, его поддержали Шухевич, Волошин, Бусель и «Иванов»):
- максимально увеличить численность УПА за счёт мобилизации населения;
- до подхода Красной Армии создать запасы оружия, одежды, продовольствия и средств связи; подразделения УПА сконцентрировать в местности с природными условиями, благоприятствующими скрытному пребыванию больших подразделений;
- дождавшись прохождения фронта на запад, выдвинуться на восток Украины, в Беларусь и на Кавказ, поднимая народы на восстание против СССР.

Также в постановлении указывалось, что организация борется не только против большевиков, но и против немецкого нацизма. Это постановление стало логичным продолжением решения III конференции ОУН (б) о подготовке вооружённого восстания против немецких оккупантов и распоряжения Провода (Руководства) о начале вооружённого противодействия немецкому террору против местного населения, принятого весной 1943 года.
Хотя борьба против немецких оккупационных войск имела ограниченный характер и продолжалась недолго, сам факт, что украинцы смогли вести борьбу одновременно и против СССР и против Германии, стимулировал развитие националистических настроений.

## Программные изменения
После многодневных обсуждений было принято решение о внесении изменений в программные документы. Положения о верховенстве интересов нации и курс на создание независимого соборного украинского государства оставили без изменений, однако была провозглашена свобода мировоззрения и недопустимость навязывания обществу любых догм и доктрин, задекларировано уничтожение любых форм эксплуатации.
Большое внимание было уделено экономическим и социальным вопросам, в особенности тем, которые в первую очередь интересовали восточных украинцев. В частности, предполагалась национализация крупной торговли и промышленности (но предусматривалось участие рабочих в их управлении). Вместо советского стахановства (интенсификации сдельщины) предлагалось перейти на добровольную сверхурочную работу. Уравнивались права женщин и мужчин (но женщины освобождались от вредных работ). Провозглашалось бесплатное здравоохранение, школьное и высшее образование, пенсионное обеспечение. Также гарантировались свобода слова, печати и религии, свобода выбора работы, свободные профсоюзы.
Учитывая отрицательное отношение восточноукраинской молодёжи к частной собственности на землю, на съезде по этому вопросу решение принято не было, в дальнейшем в пропагандистских материалах УПА подчёркивалось, что вопрос землепользования должен решаться самими крестьянами.

## Организационные изменения
Большой Сбор утвердил новое руководство ОУН(б) — подтвердил полномочия Бюро, избранного в мае 1943 года после отстранения от руководства Проводника (Руководителя) М. Лебедя. Вместо арестованного нацистами З. Матлы в состав бюро был введён Ростислав Волошин («Павленко»). Таким образом, фактическое руководство организацией осталось за членом бюро Р. Шухевичем («первым среди равных»), позиции которого укрепились.

## Польский вопрос
На конференции имела место острая дискуссия по деятельности «Клима Савура» на Волыни, в частности — по массовому уничтожению польского гражданского населения. Савура поддержали Шухевич, Р. Волошин, Я. Бусел и «Иванов», аргументируя тем, что именно УПА — основной инструмент в борьбе за украинское государство. Их оппоненты, Михаил Степаняк и Николай Лебедь, возражали, что УПА компрометирует себя из-за бандитской деятельности против польских поселенцев, и что в любом случае основой построения украинского государства должна быть политическая, а не военная деятельность.

## Предложения о дальнейшей судьбе ОУН(б)
На одном из собраний был заслушан доклад М. Степаняка, который указывал, что связь с немцами скомпрометировала ОУН, и что даже изменение программы и названия не вернёт доверия людей, которые считают ОУН фашистской организацией. В связи с этим Степаняк предложил распустить ОУН и создать (по инициативе и под руководством ОУН) новую структуру с участием восточных украинцев. Приверженцами таких фундаментальных изменений, которые должны были преодолеть неприятие ОУН многими жителями Центральной и Восточной Украины, были также В. Кук и «Клим Савур».
В дальнейшем, в июне 1944 года, такая организация («Народно-освободительная революционная организация») была провозглашена на конференции ОУН, проходившей в лесу поблизости села Дермань Здолбуновского района Ровенской области. На конференции присутствовали В. Кук, М. Степаняк, Я. Бусель и другие члены УПА, их фактически оппозиционное по отношению к ОУН (б) начинание поддержали Н. Лебедь и Д. Клячкивский («Клим Савур»). Основной вдохновитель НОРО Степаняк приступил к написанию временной программы, но вскоре был схвачен НКВД. Созданием организации продолжили заниматься Кук и Бусель, но вскоре Шухевич перехватил инициативу, создав надпартийный Украинский главный освободительный совет. В конце 1944 года на заседании Провода ОУН было принято решение о ликвидации НОРО, Кук и Бусель вернулись в состав ОУН (б).